# Tommy Prim
Leif Tommy Prim (Svenljunga, 29 juli 1955) is een voormalig Zweeds wielrenner.
Prim was in de jaren zeventig een talentvol wielrenner die meerdere keren kampioen werd van Zweden en Scandinavië. Hij nam deel aan de Olympische Spelen van 1976 in Montreal en eindigde daar op de 100 kilometer ploegentijdrit op de zevende plaats, samen met Tord Filipsson, Bernt Johansson en Sven-Åke Nilsson.
In 1980 werd hij prof bij het team Bianchi-Piaggio. Hij maakte een veelbelovend debuut in de Ronde van Italië door een etappe te winnen en tevens het jongerenklassement op zijn naam te schrijven. In het eindklassement eindigde Prim als vierde. In de jaren die volgden bleef Prim goed presteren in de Giro. In de Giro van 1981 werd hij zelfs tweede, waarbij hij slechts 38 seconden tekortkwam om winnaar Giovanni Battaglin te verslaan. Een jaar later werd hij nogmaals tweede, ditmaal met 2'35 minuten achterstand op Bernard Hinault.
In de Giro van 1983 presteerde Prim met een veertiende plaats in de eindrangschikking enigszins teleurstellend, maar sleepte hij wel een tweede etappezege in de wacht. Later dat jaar won hij Parijs-Brussel. In 1985 werd hij nog eens vierde in de Giro. Prim reed nooit de Ronde van Frankrijk of de Ronde van Spanje. Hij beëindigde zijn loopbaan in 1986.

## Belangrijkste overwinningen
1972 (junior)
- Scandinavisch kampioen op de weg
- Zweeds kampioen individuele tijdrit
- Zweeds kampioen ploegentijdrit

1973 (junior)
- Scandinavisch kampioen ploegentijdrit
- Zweeds kampioen ploegentijdrit

1975 (amateur)
- Scandinavisch kampioen ploegentijdrit

1976 (amateur)
- Scandinavisch kampioen ploegentijdrit
- Zweeds kampioen op de weg
- 3e etappe Tour de l'Avenir

1978 (amateur)
- Zweeds kampioen ploegentijdrit
- Proloog Wielerweek van Lombardije

1979 (amateur)
- Zweeds kampioen individuele tijdrit
- Zweeds kampioen ploegentijdrit

1980
- 2e etappe Parijs-Nice
- 15e etappe Ronde van Italië
- Jongerenklassement Ronde van Italië
- Coppa Agostoni

1981
- 5e etappe Parijs-Nice
- Trofeo Pantalica
- Eindklassement Ronde van Romandië

1982
- 7e etappe en eindklassement Ronde van Zweden
- 1e etappe Ronde van Romandië
- 1e etappe Catalaanse Week

1983
- 1e etappe Ronde van Italië (ploegentijdrit)
- Parijs-Brussel
- 6e etappe deel B, 8e etappe en eindklassement Ronde van Zweden
- 5e etappe deel B Ronde van Romandië

1984
- Eindklassement Tirreno-Adriatico

1985
- 5e etappe deel A Ronde van Romandië
- 6e etappe deel A Ronde van Zweden
- 3e etappe deel B Ronde van Denemarken

## Resultaten in voornaamste wedstrijden
| Jaar | Ronde van Italië | Ronde van Frankrijk | Ronde van Spanje |
| ---- | ---------------- | ------------------- | ---------------- |
| 1980 | 4e (1)           |                     |                  |
| 1981 | ↑                |                     |                  |
| 1982 | ↑                |                     |                  |
| 1983 | 14e (1)          |                     |                  |
| 1984 |                  |                     |                  |
| 1985 | 4e               |                     |                  |
| 1986 | 21e              |                     |                  |

| Jaar | Milaan-San Remo | Gent-Wevelgem | Ronde van Vlaanderen | Parijs-Roubaix | Luik-Bast.‑Luik | Ronde van Lombardije | Parijs-Brussel |  | WK op de weg |  | Wereldranglijsten |
| ---- | --------------- | ------------- | -------------------- | -------------- | --------------- | -------------------- | -------------- |  | ------------ |  | ----------------- |
| 1980 |                 |               |                      |                |                 |                      |                |  |              |  | 27e (SPP)         |
| 1981 |                 |               |                      |                |                 | 6e                   |                |  | 33e          |  | 9e (SPP)          |
| 1982 | 5e              | 38e           |                      | 26e            | 5e              |                      | 43e            |  |              |  | 4e (SPP)          |
| 1983 | 48e             | 30e           | 14e                  |                |                 | 22e                  | Goud           |  |              |  | 23e (SPP)         |
| 1984 | 40e             |               |                      |                | 18e             | 4e                   |                |  |              |  | 15e (SPP)         |
| 1985 |                 |               |                      |                | 25e             |                      |                |  | 33e          |  |                   |
| 1986 |                 |               |                      |                |                 |                      |                |  |              |  |                   |

## Ploegen
- 1980 - Bianchi-Piaggio
- 1981 - Bianchi-Piaggio
- 1982 - Bianchi-Piaggio
- 1983 - Bianchi-Piaggio
- 1984 - Bianchi-Piaggio
- 1985 - Sammontana-Bianchi
- 1986 - Sammontana-Bianchi